# Berufsschulzentrum Riesstraße
Das Berufsschulzentrum Riesstraße ist ein Schulzentrum der Landeshauptstadt München in der Riesstraße 30–44 in München-Moosach, welches 2006 fertiggestellt wurde.

## Beschreibung
Das Schulzentrum besteht aus fünf städtischen Berufsschulen in fünf Gebäuden: Die Berufsschule für Steuern (Haus 1), Informationstechnik (Haus 2), FISI (Haus 1 seit 2023/24), Büromanagement (Haus 4) und Industriekaufleute (Haus 3), sowie für Einzelhandel und Medienberufe (Haus 5). Verbunden sind diese durch gläserne Gänge. Das Berufsschulzentrum nahm am 10. September 2007 seine Tätigkeit auf.
Das Schulzentrum wird von 2600 Schülern in drei Zeitgruppen besucht. Zur gemeinsamen Nutzung gibt es eine große Aula und eine Kantine in einem freistehenden Gebäude sowie eine wettkampfgeeignete Sporthalle mit Tribüne. Diese Einrichtungen stehen auch der Öffentlichkeit zur Verfügung. Das gesamte Schulzentrum ist teilweise barrierefrei gestaltet. Die Klassenzimmer sind mit Smartboards ausgestattet.
Raum 1.0.18 ist für neu gestaltete Unterrichtsformen geeignet, die meistens projektspezifisch gestaltet sind. Dieser Raum verfügt über höhenverstellbare Schreibtische an den Fenstern, Sitzgruppen in der Mitte für 4 Personen, eine neuen Soundanlage sowie drei Projektoren, wovon ein Beamer für ein Smartboard genutzt wird. Jeder Platz verfügt über einen Desktop-PC. Die Schule plant – auf Wunsch der Schüler – die anderen Klassenzimmer ebenfalls mit höhenverstellbaren Schreibtischen auszustatten.
Das Schulzentrum liegt an der Olympia-Pressestadt und ist über die U1 Georg-Brauchle-Ring bzw. die U3 Olympia-Einkaufszentrum an den öffentlichen Nahverkehr angebunden.

## Architektur
Die Planung des rund 3,2 Hektar großen Areals erfolgte durch das Münchner Architekturbüro Bauer Kurz Stockburger.
Mit Baukosten von rund 101 Mio. Euro ist es die größte Maßnahme im Schulbereich, die die Stadt München jemals auf den Weg gebracht hat.
Der Innenraum ist hölzern gestaltet.

## Kunst am Bau
Auf dem Schulgelände wurden Kunstwerke von Heribert Heindl und der Künstlergruppe Inges Idee realisiert.